# Streebog
Streebog est une fonction de hachage cryptographique définie dans la norme nationale russe GOST Information Technology - Cryptographic Information Security - Hash Function. Il a été créé pour remplacer une fonction de hachage GOST (en) obsolète définie dans l'ancienne norme GOST R 34.11-94 et comme une réponse asymétrique à la NIST hash function competition organisée par la NIST. La fonction est également décrite dans la RFC 6986.